# Keiiči Suzuki (rychlobruslař)
Keiiči Suzuki (japonsky 鈴木惠一, Suzuki Keiiči; 10. listopadu 1942 prefektura Karafuto – 21. ledna 2025 Tokorozawa) byl japonský rychlobruslař.
Zúčastnil se Zimních olympijských her 1964 (500 m – 5. místo, 1500 m – 31. místo), od téhož roku závodil také na vícebojařských světových šampionátech. Startoval také na ZOH 1968 (500 m – 8. místo, 1500 m – 31. místo) a na premiérovém Mistrovství světa ve sprintu 1970 získal stříbrnou medaili. V roce 1972 absolvoval závod na 500 m na ZOH v Sapporu (19. místo) a poté ukončil sportovní kariéru.
Zemřel 21. ledna 2025 ve věku 82 let.